# Забеле (Параиба)
Забеле (порт. Zabelê) — муниципалитет в Бразилии, входит в штат Параиба. Составная часть мезорегиона Борборема. Входит в экономико-статистический микрорегион Карири-Осидентал. Население составляет 1968 человек на 2006 год. Занимает площадь 109,394 км². Плотность населения — 18,0 чел./км².

## Статистика
- Валовой внутренний продукт на 2003 год составляет 5 147 005,00 реалов (данные: Бразильский институт географии и статистики).
- Валовой внутренний продукт на душу населения на 2003 год составляет 2687,73 реалов (данные: Бразильский институт географии и статистики).
- Индекс развития человеческого потенциала на 2000 год составляет 0,598 (данные: Программа развития ООН).